# Liga Premier de Hong Kong
La Liga Premier de Hong Kong (HKFA, en chino: 香港超級聯賽) es la máxima categoría del fútbol profesional en Hong Kong y es organizada por la Asociación de fútbol de Hong Kong. Actualmente es patrocinada por la BOCG Life y oficialmente conocida como BOC Life Hong Kong Premier League. La temporada inaugural comenzó en septiembre de 2014.

## Historia
El 7 de febrero de 2013, la Asociación de fútbol de Hong Kong  declaró que la nueva Premier League podría ponerse en marcha en otoño de 2014, donde se sugirió que la temporada 2013-14 sería un año1 transición. Como resultado, la temporada 2013-14 de la Primera División de Hong Kong fue la última temporada de ese torneo como máxima categoría del fútbol en el sistema de la liga de Hong Kong.
Los clubes de la Primera División, inicialmente reaccionaron negativamente al aumento de los costos de funcionamiento de competir en una liga profesional, especialmente uno donde algunos sintieron que había poca diferencia con la vieja Primera División. Cinco clubes Citizen, Southern, Sun Hei, Happy Valley and Tuen Mun; todos eventualmente decidieron no unirse a la nueva liga, lo que hizo temer que el plan del AFHK para empezar la liga con un mínimo de 8 equipos no serían posible. Finalmente, sin embargo, a través de la financiación pública y el apoyo del gobierno, dos equipos de la Segunda División de Hong Kong fueron capaces de cumplir con los nuevos requisitos de la licencia de la liga y fueron promovieron, lo que hace un total de 9 equipos por primera season.
Con la reciente finalización del "Proyecto Fénix", que comenzó en 2011, la liga ha visto algunas mejoras con nuevas modificaciones previstas para el futuro. Esto incluye un nuevo acuerdo de cinco años de financiación , un nuevo sistema de licencias para los clubes miembros de la liga, premios en efectivo para todos los equipos participantes y las nuevas medidas puesto en marcha contra la corrupción y el amaño de partidos.

## Formato
La primera temporada se inició en septiembre de 2014, con 9 equipos que compiten por el campeonato. Inicialmente se sugirió que el sistema de descenso no se aplicaría para las primeras temporadas, y que se promovería equipos de la Primera División hasta que la Liga Premier alcanzara 12 integrantes. Al final, sin embargo, la HKFA decidió que un club descendería y un club sería promovido desde la Primera División de Hong Kong.
Los ganadores de la liga entran en la segunda ronda previa de la Liga de Campeones de la AFC, mientras que el ganador de Copa FA de Hong Kong, y los ubicados en el segundo, tercero y cuarto lugar; compiten en una eliminatoria por un lugar en la Copa de la AFC. Si los ganadores de la Copa terminan entre los cuatro primeros lugares, entonces el otro cupo es para el equipo ubicado en el quinto lugar.

## Estadios
Sedes usadas en la Liga Premier de Hong Kong:
| Kitchee & Sun Pegasus | South China         | Hong Kong Rangers  | Eastern              |
| --------------------- | ------------------- | ------------------ | -------------------- |
| Estadio Mong Kok      | Estadio Hong Kong   | Cancha Kowloon Bay | Cancha Tseung Kwan O |
| Capacidad: 6664       | Capacidad: 40 000   | Capacidad: 1450    | Capacidad: 3500      |
|                       |                     |                    |                      |
| Yuen Long             | YFCMD               | Tai Po             | Wong Tai Sin         |
| Estadio Yuen Long     | Cancha Sham Shui Po | Cancha Tai Po      | Cancha Hammer Hill   |
| Capacidad: 5000       | Capacidad: 2194     | Capacidad: 3200    | Capacidad: 2200      |
|                       |                     |                    |                      |

## Palmarés
| Temporada | Campeón                                     | Subcampeón                                  | Tercero                                     | Máximo goleador                                  | Club                                        | Goles                                       |
| --------- | ------------------------------------------- | ------------------------------------------- | ------------------------------------------- | ------------------------------------------------ | ------------------------------------------- | ------------------------------------------- |
| 2014-15   | Kitchee SC                                  | Eastern SC                                  | South China AA                              | Giovane Alves                                    | Eastern SC                                  | 17                                          |
| 2015-16   | Eastern SC                                  | Kitchee SC                                  | South China AA                              | Giovane Alves                                    | Eastern SC                                  | 15                                          |
| 2016-17   | Kitchee SC                                  | Eastern SC                                  | Southern District FC                        | Nikola Komazec Manuel Bleda                      | South China AA Eastern SC                   | 10                                          |
| 2017-18   | Kitchee SC                                  | Tai Po FC                                   | Hong Kong Pegasus FC                        | Lucas Espindola da Silva                         | Kitchee SC                                  | 15                                          |
| 2018-19   | Tai Po FC                                   | R&F                                         | Southern District FC                        | Lucas Espindola da Silva Manuel Bleda            | Kitchee SC Eastern SC                       | 12                                          |
| 2019-20   | Kitchee SC                                  | Eastern SC                                  | R&F                                         | Serges Déblé                                     | R&F                                         | 12                                          |
| 2020-21   | Kitchee SC                                  | Eastern SC                                  | Lee Man FC                                  | Dejan Damjanović                                 | Kitchee SC                                  | 17                                          |
| 2021-22   | Abandonado debido a la pandemia de covid-19 | Abandonado debido a la pandemia de covid-19 | Abandonado debido a la pandemia de covid-19 | Abandonado debido a la pandemia de covid-19      | Abandonado debido a la pandemia de covid-19 | Abandonado debido a la pandemia de covid-19 |
| 2022-23   | Kitchee SC                                  | Lee Man FC                                  | Hong Kong Rangers FC                        | Dejan Damjanović Ruslan Mingazov Everton Camargo | Kitchee SC Lee Man FC                       | 17                                          |
| 2023-24   | Lee Man FC                                  | Tai Po FC                                   | Eastern SC                                  | Noah Baffoe Henri Anier                          | Eastern SC Lee Man FC                       | 17                                          |
| 2024-25   | Tai Po FC                                   | Lee Man FC                                  | Eastern SC                                  | Noah Baffoe                                      | Eastern SC                                  | 21                                          |

## Títulos por club
| Club       | Títulos | Subtítulos | Años campeón                       |
| ---------- | ------- | ---------- | ---------------------------------- |
| Kitchee SC | 6       | 1          | 2015, 2017, 2018, 2020, 2021, 2023 |
| Tai Po FC  | 2       | 2          | 2019, 2025                         |
| Eastern SC | 1       | 3          | 2016                               |
| Lee Man FC | 1       | 2          | 2024                               |
| R&F        |         | 1          |                                    |

## Clasificación histórica
Tabla elaborada desde la temporada 2014-15 hasta la finalizada temporada 2024-25.
| Pos. | Equipo               | PJ  | PG  | PE | PP | GF  | GC  | DG   | Pts. | Actualmente      |
| ---- | -------------------- | --- | --- | -- | -- | --- | --- | ---- | ---- | ---------------- |
| 1    | Kitchee SC           | 181 | 124 | 34 | 23 | 490 | 141 | +349 | 406  | Liga Premier     |
| 2    | Eastern SC           | 181 | 110 | 36 | 35 | 396 | 181 | +215 | 366  | Liga Premier     |
| 3    | Southern District FC | 165 | 70  | 38 | 57 | 284 | 228 | +56  | 248  | Liga Premier     |
| 4    | Tai Po FC            | 134 | 69  | 30 | 35 | 248 | 174 | +74  | 237  | Liga Premier     |
| 5    | Lee Man FC           | 128 | 70  | 20 | 38 | 260 | 169 | +91  | 231  | Liga Premier     |
| 6    | Hong Kong Rangers FC | 153 | 43  | 30 | 80 | 234 | 291 | -57  | 160  | Liga Premier     |
| 7    | Hong Kong Pegasus FC | 105 | 35  | 21 | 32 | 162 | 144 | +18  | 126  | Tercera División |
| 8    | Yuen Long FC         | 88  | 27  | 23 | 38 | 124 | 153 | -29  | 104  | Primera División |
| 9    | South China AA       | 52  | 27  | 10 | 15 | 90  | 64  | +26  | 91   | Primera División |
| 10   | R&F FC               | 66  | 26  | 8  | 32 | 112 | 129 | -17  | 86   | Desaparecido     |
| 11   | Hong Kong FC         | 86  | 17  | 11 | 58 | 72  | 218 | -146 | 62   | Liga Premier     |
| 12   | Metro Gallery FC     | 32  | 12  | 6  | 14 | 44  | 59  | -15  | 42   | Primera División |
| 13   | King Fung FC         | 56  | 10  | 11 | 35 | 71  | 148 | -77  | 41   | Primera División |
| 14   | Resources Capital FC | 58  | 11  | 7  | 40 | 43  | 148 | -105 | 40   | Primera División |
| 15   | North District FC    | 44  | 10  | 6  | 28 | 64  | 108 | -44  | 36   | Liga Premier     |
| 16   | Wong Tai Sin DRSC    | 32  | 5   | 10 | 17 | 37  | 58  | -21  | 25   | Segunda División |
| 17   | Kowloon City DSA     | 24  | 7   | 3  | 14 | 36  | 65  | -29  | 24   | Liga Premier     |
| 18   | Sham Shui Po SA      | 38  | 5   | 4  | 29 | 22  | 114 | -92  | 19   | Primera División |
| 19   | Happy Valley AA      | 27  | 2   | 8  | 17 | 31  | 64  | -33  | 14   | Primera División |
| 20   | HK U23 FT            | 22  | 2   | 5  | 25 | 21  | 154 | -133 | 11   | Desaparecido     |
| 21   | Hoi King SA          | 18  | 2   | 2  | 14 | 13  | 58  | -45  | 8    | Primera División |
| 22   | Eastern District SA  | 0   | 0   | 0  | 0  | 0   | 0   | 0    | 0    | Liga Premier     |